# 勞倫蒂納站
勞倫蒂納站（義大利語：Laurentina）是羅馬地鐵的一個車站。勞倫蒂納站是羅馬地鐵B線最南端的車站，第一代車站開始修建於1930年代，但在1955年才完工並開始使用。1980年代時，車站進行了重建並在1990年代開通。勞倫蒂納站也是郊區一些公車路線的端點車站。

## 外部連結
维基共享资源上的相關多媒體資源：勞倫蒂納站
- ATAC （页面存档备份，存于）
- Met.Ro S.p.A